# Simulium blacklocki
Simulium blacklocki es una especie de insecto del género Simulium, familia Simuliidae, orden Diptera.
Fue descrita científicamente por Meillon, 1930.